# Maoli (köpinghuvudort i Kina, Hubei Sheng, lat 30,51, long 112,47)
Maoli är en köpinghuvudort i Kina. Den ligger i provinsen Hubei, i den centrala delen av landet, omkring 170 kilometer väster om provinshuvudstaden Wuhan. Antalet invånare är 36 830. Befolkningen består av 18 200 kvinnor och 18 630 män. Barn under 15 år utgör 12,0 %, vuxna 15-64 år 78 %, och äldre över 65 år 9,0 %.
Runt Maoli är det tätbefolkat, med 530 invånare per kvadratkilometer. Närmaste större samhälle är Hougang, 8,6 km väster om Maoli. Trakten runt Maoli består till största delen av jordbruksmark.
Genomsnittlig årsnederbörd är 1 358 millimeter. Den regnigaste månaden är april, med i genomsnitt 208 mm nederbörd, och den torraste är december, med 21 mm nederbörd.